# Urbane Kriegsführung
Die Urbane Kriegsführung konzentriert sich auf die Zerstörung urbaner Ziele, zu denen Städte jeglicher Größe und dichtbesiedelte Gebiete gehören.
Ein aktueller Schauplatz ist z. Z. der autonome palästinensische Gazastreifen (kurz Gaza) im Nahen Osten unter der Kontrolle der radikal-islamischen Terrororganisation Hamas, wo die Militäroperation „Eiserne Schwerter“ der Israelische Armee (IDF) unter Gefechtsbedingungen eingesetzt werden. Die Hamas hat im Gazastreifen u. a. Tunnelsysteme und Bunker angelegt, Sprengfallen installiert und Heckenschützen eingesetzt, um Angreifer zu bekämpfen. Sowohl Angreifer als auch Verteidiger setzen bei der Urbanen Kriegsführung Drohnen zur Aufklärung und im Gefecht ein und nutzen bei dieser Form langandauernder Konflikte auch die Möglichkeiten der Digitalen Kriegsführung. Da in urbanen Zentren – wie z. B. die zu Städten angewachsenen palästinensischen Flüchtlingslager in Gaza, in denen sich die Kämpfer der Hamas verschanzt haben – zivile und militärische Ziele oftmals dicht beieinander liegen oder gar nicht voneinander getrennt sind, treffen Bomben, Raketen, Mörser und Artilleriegeschosse nicht nur militärische Ziele; ihre weitreichende, ungenaue und oftmals wahllose Sprengwirkung führt auch zu erheblichen Zerstörungen in unmittelbarer Nähe von militärisch relevanten Zielen in urbanen Zentren und gefährdet die hier lebende Zivilbevölkerung aufs Äußerste; zahlreiche Tote und Verwundete sind unvermeidlich die Folge.